# 양서연
양서연(2007년 8월 3일 ~ )은 대한민국의 배우이다.

## 영화
- 2015년 : 오빠생각
- 2016년 : 사냥
- 2018년 : 비밥바룰라